# Divadlo na Orlí
Divadlo na Orlí je divadelní scéna (hudebně-dramatická laboratoř) studentů Janáčkovy akademie múzických umění v ulici Orlí v centru města Brna. Budova byla postavena v letech 2010–2012, divadlo bylo otevřeno 24. října 2012.

## Budova

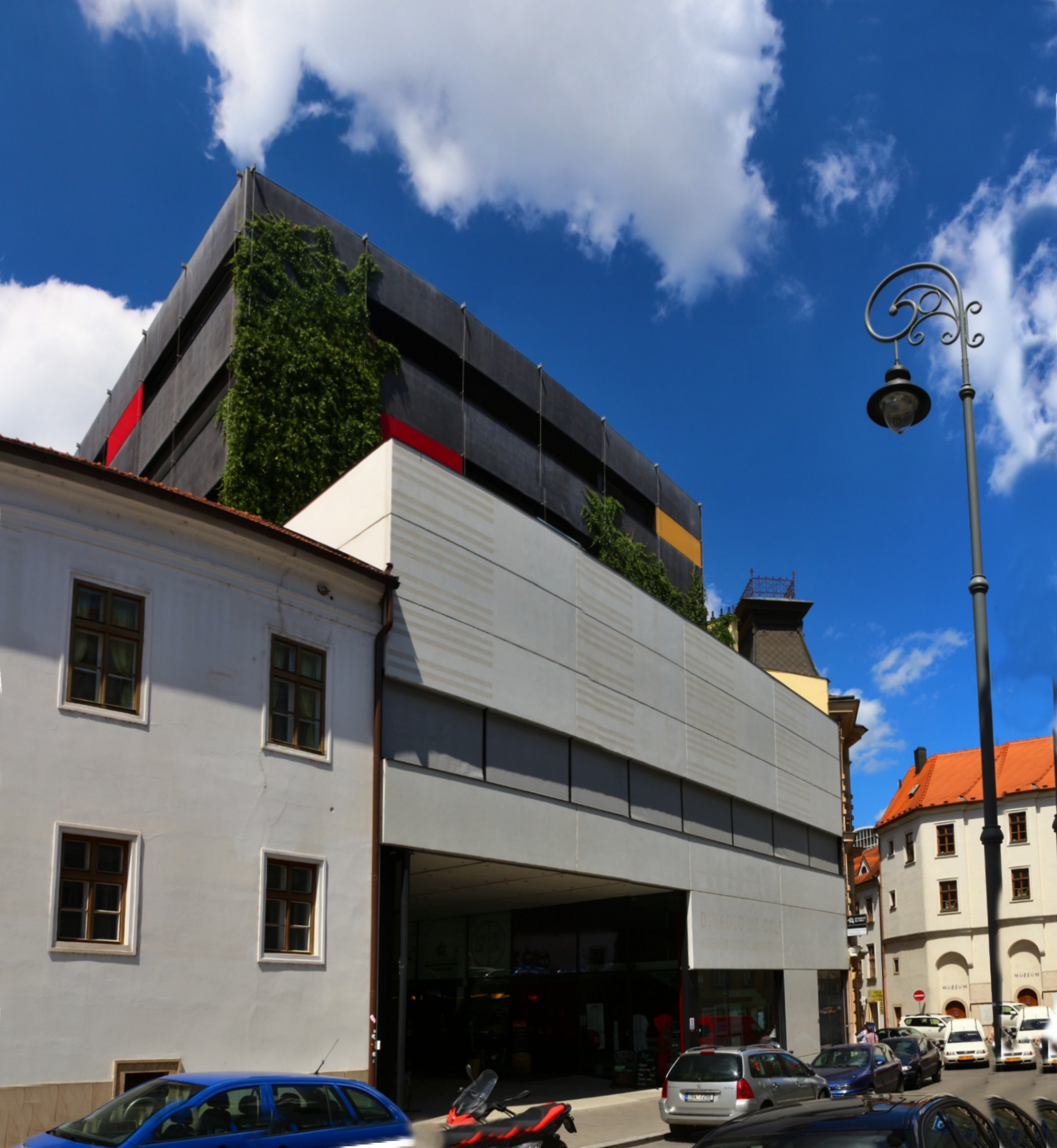
Budova Divadla na Orlí

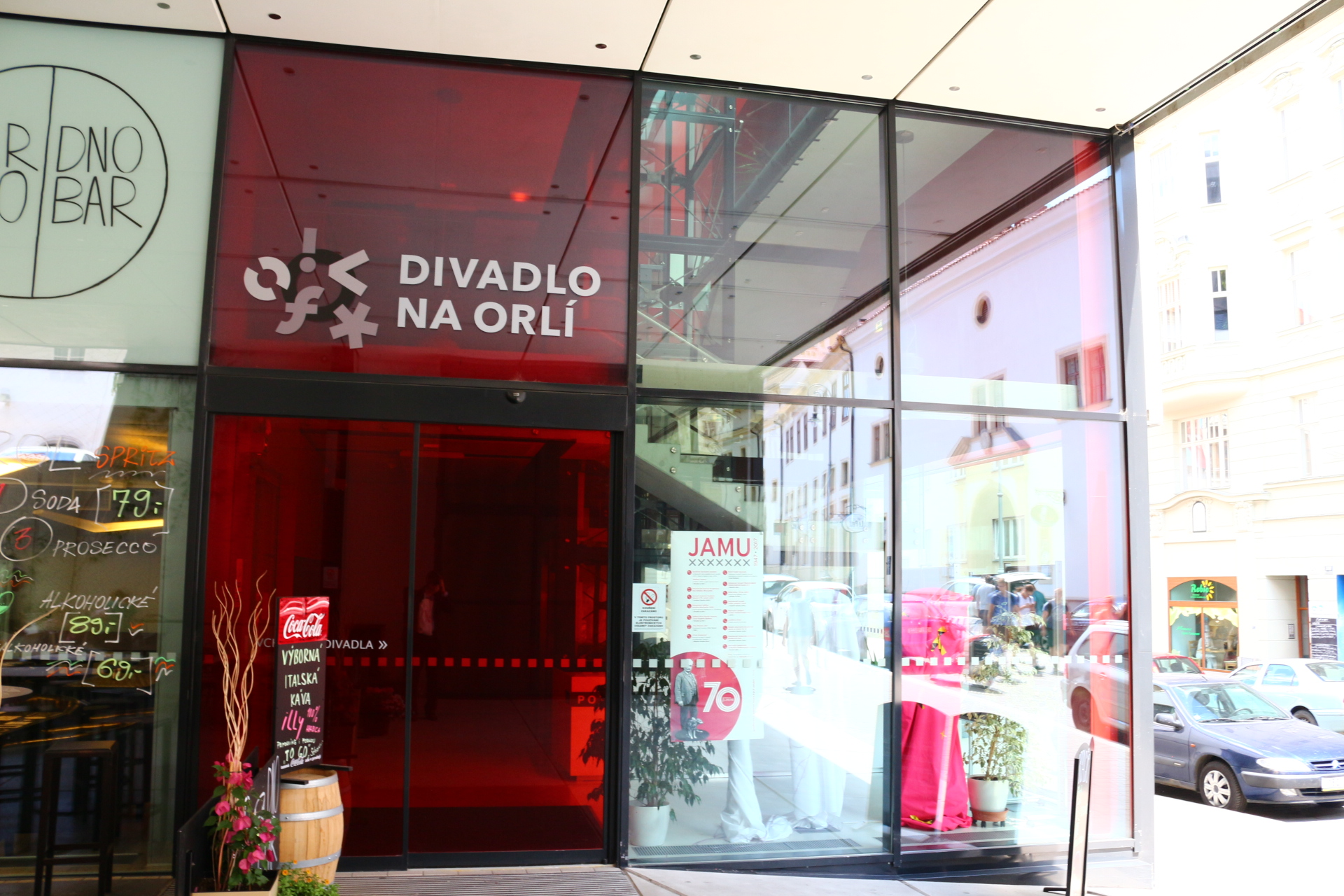
Vstupní část budovy

Základní kámen divadelní budovy byl položen 23. září 2010.
Projekt JAMU na divadelní budovu v místě provizorně zastavěné proluky u minoritského kláštera, jež byla vytvořena zbořením dvou domů vybombardovaných na konci druhé světové války, vznikl v letech 2003–2009 díky veřejné architektonické soutěži, jeho autory jsou Milan Rak a Alena Režná z ARCHTEAMu a Pavel Rada (RadaArchitekti). V místě zůstaly zachovány barokní sklepy, které byly rekonstruovány a určeny pro vinárnu, v podzemí je také nahrávací studio. V přízemí se nachází otevřený vestibul a kavárna. Uliční část budovy je nižší s fasádou tvořenou bílými betonovými panely, nachází se zde foyer pro návštěvníky. Zadní, šestipodlažní část stavby s hlavním sálem (kapacita 150 diváků) a zkušebnami má fasádu černé barvy.
Investorem budovy byla Janáčkova akademie múzických umění v Brně, zhotovitelem firmy UNISTAV a OHL ŽS. Náklady na stavbu dosáhly částky 213 milionů korun, celkové náklady včetně vybavení činily 343 milionů korun.
Budova divadla byla oceněna 1. místem v kategorii Stavby občanské vybavenosti soutěže Stavba Jihomoravského kraje 2012, oceněna byla také v kategorii Novostavba v rámci Grand Prix architektů 2013.

## Provoz
Divadlo bylo slavnostně otevřeno 24. října 2012 spolu s premiérou muzikálového představení Footloose / Tanec není zločin. Programově se zaměřilo na uvádění muzikálových a operních představení, zatímco téměř 60 let působící Studio Marta zůstalo vyhrazeno spíše činoherním projektům. V první sezóně divadla byly uvedeny také např. muzikály Taneční maraton na Steel Pier a Pokrevní sestry či operní představení Ištvanovy Krásky a zvířete a Smetanovy Prodané nevěsty v komiksové úpravě.